# 8畳カーニバル
『8畳カーニバル』（はちじょうカーニバル、英語: Carnival from 8 Tatami Mats）は、よしづきくみちによる漫画。『週刊少年マガジン』（講談社）において、2017年50号から2018年24号まで連載された。話数カウントは「Chapter ○」。
インターネット上に投稿されるダンス動画“踊ってみた”を題材にした「史上初」の漫画作品。内気な主人公・花澤緑多の人生が“踊ってみた”との出会いによって大きく変わっていく、「現代の青春シンデレラ・ストーリー」を描く。執筆にあたってはniconicoの協力を得ており、20名超の“踊り手”に取材を行ったという。
なお、タイトルは2017年8月の新連載告知時点では『えいと☆カーニバル(仮)』とされていたが、連載開始にあたって『8畳カーニバル』へと変更された。

## 登場人物
花澤 緑多（はなざわ りょくた）
本作の主人公。クラスでは誰も気づかない空気のような存在。“踊ってみた”をする時のハンドルネームは「空気圧ヒナタ（くうきあつヒナタ）」。踊ってみたで世界を変えていく。
瑞野 しお（みずの しお）
眉目秀麗、学業優秀でクラスの人気者。周囲に隠れて人気踊り手としても活躍していた。ハンドルネームは「すまいる☆」。ネット限定で活躍をしたが、突如中止。

## 書誌情報
- よしづきくみち 『8畳カーニバル』 講談社〈講談社コミックス〉、全3巻
  1. 2018年2月16日発行（同日発売[講 1]）、ISBN 978-4-06-511015-7
  2. 2018年4月17日発行（同日発売[講 2]）、ISBN 978-4-06-511270-0
  3. 2018年6月14日発行（同日発売[講 3]）、ISBN 978-4-06-511580-0

## プロモーション
連載を開始した『週刊少年マガジン』2017年50号にて、「踊ってみたにおいて伝説的な存在」とされる愛川こずえのグラビアが掲載され、作者のよしづきと愛川のコラボサイン入り複製原画などのプレゼント企画が実施された。また、新連載を記念して愛川による“踊ってみた”動画が週刊少年マガジン公式YouTubeチャンネルにて公開された。

### 講談社コミックプラス
以下の出典は講談社コミックプラス（講談社）内のページ。書誌情報の発売日の出典としている。
1. ↑  “『8畳カーニバル (1)』（よしづき くみち）”.   講談社. 2018年2月16日閲覧。
2. ↑  “『8畳カーニバル (2)』（よしづき くみち）”.   講談社. 2018年4月17日閲覧。
3. ↑  “『8畳カーニバル (3)』（よしづき くみち）”.   講談社. 2018年6月15日閲覧。